# Embalse de Birecik
El embalse de Birecik es uno de los 21 embalses del Proyecto de Anatolia Suroriental, en Turquía. Está situado en el río Éufrates, 60 km aguas abajo del embalse de Ataturk y 8 km aguas arriba de la ciudad de Birecik, al oeste de la provincia de Sanliurfa en la región de Anatolia Suroriental.
El objetivo del embalse y la presa es el regadío y la producción de electricidad. Hay una central hidroeléctrica en la presa que funciona con la corriente del río y sin necesidad del almacenamiento de agua, con una potencia de 672 MW (6 turbinas de 112 MW), que producen una media de 2.500 GW/año.
La presa es de gravedad formada por hormigón relleno de piedra y arcilla con una altura de 62,5 m desde los cimientos. El área desaguada es de 927 km². Está construida encima de las ruinas de la antigua ciudad de Zeugma, lo que obligó al reasentamiento de unas 6.000 personas.